# DMP (платформа управління даними)
Платформа управління даними (англ. DMP, Data Management Platform) — програмне забезпечення, яке дозволяє збирати, обробляти та зберігати будь-які типи аудиторних даних (1st, 2nd, 3rd), а також має можливість їх активації (використання) через звичні медіа-канали (DSP, Trading desk, адсервери сайтів), CRM (збагачення), CMS (динамічна адаптація контенту сайту), DCO (динамічна адаптація креативів), а також на сайтах прямого розміщення за рахунок прямих інтеграцій з адсерверами. 
Платформа управління даними створюється з метою рекламного маркетингу, як інструмент визначення необхідної цільової аудиторії.

## Властивості DMP
DMP має ряд властивостей, які відрізняють її від схожих програмних рішень, таких як DSP або Data-supplier, а саме таке: 
- можливість збирати і структурувати всі типи аудиторних даних;
- можливість аналізувати наявні дані; — наявність інтерфейсу користувача та особистого кабінету для клієнтів;
- можливість передачі даних у будь-який медійний простір ( DSP, Trading Desk, адсервер ) для розміщення таргетованої реклами. Немає прив'язки до конкретного сайту чи сітки. Визначенням індустріальних стандартів для постачальників DMP займається некомерційна організація IAB [2]

## Сучасні DMP на ринку
За кордоном: TURN , Lotame , Neustar, Oracle , Nugg.ad , Weborama , Adobe Audience Manager 
У Росії: CleverData , Amber Data , aiData , Weborama 